# Kripton
Kripton je kemijski element atomskog (rednog) broja 36 i atomske mase 83,798(2). U periodnom sustavu elemenata predstavlja ga simbol Kr.
Kripton se, kao i ostali plemeniti plinovi (izuzevši radon), može dobiti ukapljivanjem i frakcijskom destilacijom zraka ili selektivnom adsorpcijom na aktivnom ugljenu. Pri frakcijskoj destilaciji zraka kripton, zajedno s ksenonom zaostaje u frakciji bogatoj kisikom, koja se odvodi u posebnu kolonu i odvaja od kisika. Pri tome se dobije sirova smjesa kriptona i ksenona, koja se koncentrira do udjela od 95%. Kisik se kemijskim putem ukloni, npr. spaljivanjem u struji vodika, a zaostali tragovi elementa uklanjaju se prevođenjem smjese plinova preko zagrijanog bakrenog praha.
Kripton je jednoatoman plin bez boje, mirisa i okusa, nije toksičan, a hlađenjem kristalizira u obliku bijelih kristala plošno centrirane kubične strukture. Spektar kriptona ima karakteristične intenzivne linije u zelenom i narančastom dijelu, a neke su vrlo oštre (imaju vrlo malu spektralnu širinu). Stoga je 1960. godine postignut međunarodni dogovor da se osnovna jedinica za dužinu metar definira pomoću valne duljine narančastocrvene linije zračenja izotopa 86Kr u vakuumu (prijelaz 5p[Ol/2]1-6p[Ol/2]J preko broja tih valnih dužina: 1 m = 1650763,73 valnih dužina navedenog zračenja). Kasnije je i ova definicija redefinirana, tako da se danas metar definira preko puta što ga svjetlost prijeđe u određenom dijelu sekunde.
Kripton nema široku upotrebu zbog visoke cijene, a koristi se za punjenje niskotlačnih svijetlećih tijela (posebnih fluorescentnih cijevi), za posebne vrste bljeskalica te za punjenje žarulja sa žarnom niti visoke učinkovitosti i/ili trajnosti. Kako toplinska vodljivost plina opada s porastom molekularne mase, kripton, u smjesi s argonom ili ksenonom, može bitno produžiti vijek žarulje ili povećati učinkovitost pretvorbe električen energije u svjetlost.
Kripton se koristi i kao laserski medij u specijalnim plinskim laserima. Jedan od najjačih plinskih lasera konstruiran je 1989. godine u laboratoriju visokih energija u Los Alamosu (Teksas, SAD) i koristi smjesu kriptona i fluora te daje ekstremno kratke pulseve trajanja 1 ps, u kojima je koncentrirana enormna snaga. Pulsevi fokusirani na vrlo sitan uzorak razvijaju temperaturu od nekoliko milijuna kelvina. Ovaj se laser koristi za fundamentalna istraživanja kontrolirane nuklearne fuzije.
Zadnjih godina ekološki je postao zanimljiv radioaktivni izotop 85Kr s vremenom poluraspada od 10,7 godina. U svim nuklearnim elektranama ovaj je izotop radioaktivni nusproizvod koji se kontrolirano ispušta u atmosferu prilikom svake izmjene nuklearnog goriva. Tako se akumulira u atmosferi do uspostave ravnoteže između njegovog raspadanja i ispuštanja i povećava razinu prirodne radioaktivnosti,[nedostaje izvor] što može imati određene ekološke posljedice.
Kripton nije potpuno inertan i pod određenim uvjetima može dati kemijske spojeve. Tako npr. pri tlaku od 0,15 MPa i pri temperaturi 0 °C stvara hidrate. Izoliran je kriptonov(II)-fluorid (KrF2) kao bezbojan, nestabilan kristal koji se lagano raspada već pri 25 °C, a u vakuumu sublimira. Poznati su i neki molekulski ioni (ArKr+, KrXe+, KrH+) te kompleksni fluoridi (KrF+ ili Kr2F3+) koji se već pri sobnoj temperaturi raspadaju.